# Rim of the Canyon

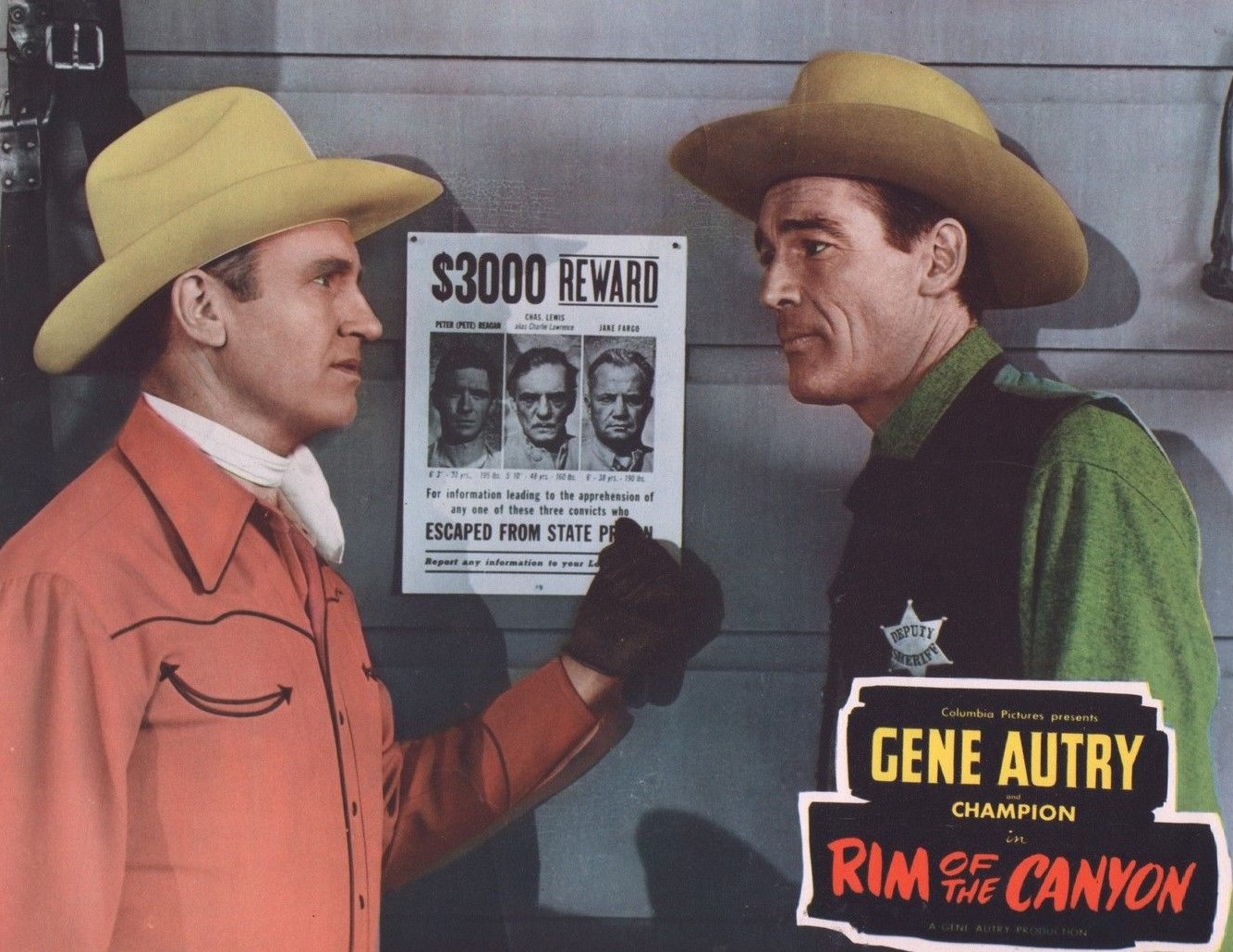
Carte promotionnelle du film, avec Gene Autry (à gauche).

Rim of the Canyon est un western américain réalisé par John English et sorti en 1949.

## Synopsis
Un sheriff parvient à capturer des hors la loi, mais ils avaient réussi à cacher leur butin avant de se faire prendre. Vingt ans plus tard, le fils du sheriff croise la route de ces mêmes hors la loi, à présent sortis de prison, qui tentent de retrouver leur trésor dans une ville fantôme.

## Fiche technique
- Réalisation : John English
- Scénario : 	John K. Butler d'après Phantom .45's Talk Loud de Joseph Chadwick
- Production : 	Armand Schaefer, Gene Autry
- Photographie : William Bradford
- Montage : Aaron Stell
- Musique : Paul Mertz
- Distributeur : Columbia Pictures
- Durée : 70 minutes
- Date de sortie :
  - États-Unis : 30 août 1949

## Distribution
- Gene Autry : Gene Autry / Marshal Steve Autry
- Champion : Champ, le cheval
- Nan Leslie : Ruth Lambert
- Thurston Hall : Big Tim Hanlon
- Clem Bevans : Loco John
- Walter Sande : Jake Fargo
- Jock Mahoney : Pete Reagan
- Francis McDonald : Charlie Lewis
- Alan Hale Jr. : Matt Kimbrough

 Sauf indication contraire, les informations mentionnées dans cette section peuvent être confirmées par la base de données cinématographiques IMDb,  présente dans la section « Liens externes ».